# Strauß (Wappentier)
Der Strauß ist in der Heraldik als gemeine Figur ein wenig gebräuchliches Wappentier. 
Zur Unterscheidung von Reiher, Kranich und Storch wird der Strauß mit einem federlosen Hals und einem übertriebenen Federschwanz dargestellt. Das hauptsächliche Unterscheidungsmerkmal ist das im Schnabel gehaltene Hufeisen. Diese Eigenart rührt aus dem mittelalterlichen Aberglauben her, das der Strauß Eisen oder auch Steine fressen und verdauen kann.

Strauß im Wappen von Leoben
Strauß in Hegyeshalom (deutsch: Straß-Sommerein)
Wappen von Vohenstrauß
Strauß im Wappen von Strausberg

Bekannt ist die Wappenfigur in Strausberg bei Berlin. Hier wird sie auf einem Dreiberg auch redend. Viele Familien mit dem Namen Strauß/Strauss nutzen das Wappentier in gleichem Sinne.
Die Straußenfedern sind als Schildbild und im Oberwappen beliebt. Der Prince of Wales hat die Federn im Badge. So sind auch drei Federn an Stelle von Turmfahnen im Wappen von San Marino.